# Anders Magnusson
Sven Anders Magnusson (ur. 18 grudnia 1968) – szwedzki zapaśnik walczący w stylu klasycznym. Olimpijczyk z Atlanty 1996, gdzie zajął siedemnaste miejsce w kategorii 68 kg.
Siódmy na mistrzostwach świata w 1995. Czwarty na mistrzostwach Europy w 1995. Zdobył dwa medale na mistrzostwach nordyckich w latach 1991 – 1994 roku.